# Serge Cantat
Serge Cantat (Paris, 1973) é um matemático francês.
Cantat obteve um doutorado em 1999 na École normale supérieure de Lyon, orientado por Étienne Ghys, com a tese Automorphismes des surfaces complexes. É professor da Universidade de Rennes I. É diretor de pesquisa do Centre national de la recherche scientifique (CNRS) na Escola Normal Superior de Paris.
Foi palestrante convidado do Congresso Internacional de Matemáticos no Rio de Janeiro (2018). Recebeu o Prêmio Paul Doistau-Émile Blutet de 2012. Foi em 2012 palestrante convidado do Congresso Europeu de Matemática em Cracóvia (The Cremona group in two variables).

## Publicações selecionadas
- Dynamique des automorphismes des surfaces K3, Acta Math., Volume 187, 2001, p. 1–57.
- com C. Favre: Symétries birationnelles des surfaces feuilletées., J. Reine Ange. Math., Volume 561, 2003, p. 199–235, Arxiv
- Endomorphismes des variétes; homogènes, L'Enseignement Math., Volume 49, 2004, p. 237–262
- Difféomorphismes holomorphes Anosov, Commentarii Math. Helvetici, Volume 79, 2004, p. 779–797
- com Frank Loray: Holomorphic dynamics, Painlevé VI equation, and character varieties, Annales de l'Institut Fourier, Volume 59, 2009, p. 2927–2978, Arxiv
- Bers and Hénon, Painlevé and Schroedinger, Duke Math. Journal, Volume 149, 2009, p. 411–460, Arxiv
- com Antoine Chambert-Loir, Vincent Guedj: Quelque aspects des systèmes dynamiques polynomiaux,  Panorama et Synthèse, Volume 30, Société Math. de France 2010
  - Darin von Cantat die Einleitung, das Kapitel Quelques aspects des systemès dynamiques polynomiaux, Existence, exemples, rigiditè, p. 13–96,  mit Chambert-Loir: Dynamique p-adique (d´après les exposés de Jean-Christophe Yoccoz), p. 295 (Arxiv)
- com Abdelghani Zeghib : Holomorphic Actions, Kummer Examples, and Zimmer Program,  Annales Scientifique de l'ENS, Volume 45, 2012, p. 447–489, Arxiv
- Sur les groupes de transformations birationnelles des surfaces, Annals of Math., Volume 174, 2012, p. 299–334
- com Igor Dolgachev: Rational Surfaces with a Large Group of Automorphisms,  J. Amer. Math. Soc., Volume 25, 2012, p. 863–905. Arxiv
- Dynamics of automorphisms of compact complex surfaces, in: Frontiers in Complex Dynamics: In celebration of John Milnor's 80th birthday, Princeton Mathematical Series, Princeton University Press, 2012,  p. 463–514
- com Stéphane Lamy:  Normal subgroups of the Cremona group, Acta Mathematica, Volume  210, 2013, p. 31–94, Arxiv